# Formule 1 in 1973
Het Formule 1-seizoen 1973 was het 24ste FIA Formula One World Championship seizoen. Het begon op 28 januari en eindigde op 7 oktober na vijftien races.
Jackie Stewart werd wereldkampioen, voor Emerson Fittipaldi en Ronnie Peterson.

## Kalender
| GP nr. | Ronde | Grand Prix                 | Circuit                                                                     | Plaats                  | Datum        |
| ------ | ----- | -------------------------- | --------------------------------------------------------------------------- | ----------------------- | ------------ |
| 221    | 1     | GP van Argentinië          | Autódromo Municipal del Parque Almirante Brown de la Ciudad de Buenos Aires | Buenos Aires            | 28 januari   |
| 222    | 2     | GP van Brazilië            | Interlagos                                                                  | São Paulo               | 11 februari  |
| 223    | 3     | GP van Zuid-Afrika         | Kyalami Grand Prix Circuit                                                  | Midrand                 | 3 maart      |
| 224    | 4     | GP van Spanje              | Montjuïc Circuit                                                            | Barcelona               | 29 april     |
| 225    | 5     | GP van België              | Circuit Zolder                                                              | Heusden-Zolder          | 20 mei       |
| 226    | 6     | GP van Monaco              | Circuit de Monaco                                                           | Monte Carlo             | 3 juni       |
| 227    | 7     | GP van Zweden              | Scandinavian Raceway                                                        | Anderstorp              | 17 juni      |
| 228    | 8     | GP van Frankrijk           | Circuit Paul Ricard                                                         | Le Castellet            | 1 juli       |
| 229    | 9     | GP van Groot-Brittannië    | Silverstone Circuit                                                         | Silverstone             | 14 juli      |
| 230    | 10    | GP van Nederland           | Circuit Park Zandvoort                                                      | Zandvoort               | 29 juli      |
| 231    | 11    | GP van Duitsland           | Nürburgring Nordschleife                                                    | Nürburg                 | 5 augustus   |
| 232    | 12    | GP van Oostenrijk          | Österreichring                                                              | Spielberg               | 19 augustus  |
| 233    | 13    | GP van Italië              | Autodromo Nazionale Monza                                                   | Monza                   | 9 september  |
| 234    | 14    | GP van Canada              | Mosport Park                                                                | Bowmanville (Ontario)   | 23 september |
| 235    | 15    | GP van de Verenigde Staten | Watkins Glen International                                                  | Watkins Glen (New York) | 7 oktober    |

### Afgelast
De Grand Prix van de Verenigde Staten West ging niet door gebrek aan sponsorgelden.
| Ronde | Grand Prix                      | Circuit                | Plaats               | Originele datum |
| ----- | ------------------------------- | ---------------------- | -------------------- | --------------- |
| 16    | GP van de Verenigde Staten West | Ontario Motor Speedway | Ontario (Californië) | 21 oktober      |

## Resultaten en klassement

### Grands Prix
| Ronde | Grand Prix                 | Poleposition       | Snelste ronde                  | Winnende coureur   | Winnende constructeur | Banden | Verslag |
| ----- | -------------------------- | ------------------ | ------------------------------ | ------------------ | --------------------- | ------ | ------- |
| 1     | GP van Argentinië          | Clay Regazzoni     | Emerson Fittipaldi             | Emerson Fittipaldi | Lotus-Ford            | G      | Verslag |
| 2     | GP van Brazilië            | Ronnie Peterson    | Emerson Fittipaldi Denny Hulme | Emerson Fittipaldi | Lotus-Ford            | G      | Verslag |
| 3     | GP van Zuid-Afrika         | Denny Hulme        | Emerson Fittipaldi             | Jackie Stewart     | Tyrrell-Ford          | G      | Verslag |
| 4     | GP van Spanje              | Ronnie Peterson    | Ronnie Peterson                | Emerson Fittipaldi | Lotus-Ford            | G      | Verslag |
| 5     | GP van België              | Ronnie Peterson    | François Cevert                | Jackie Stewart     | Tyrrell-Ford          | G      | Verslag |
| 6     | GP van Monaco              | Jackie Stewart     | Emerson Fittipaldi             | Jackie Stewart     | Tyrrell-Ford          | G      | Verslag |
| 7     | GP van Zweden              | Ronnie Peterson    | Denny Hulme                    | Denny Hulme        | McLaren-Ford          | G      | Verslag |
| 8     | GP van Frankrijk           | Jackie Stewart     | Denny Hulme                    | Ronnie Peterson    | Lotus-Ford            | G      | Verslag |
| 9     | GP van Groot-Brittannië    | Ronnie Peterson    | James Hunt                     | Peter Revson       | McLaren-Ford          | G      | Verslag |
| 10    | GP van Nederland           | Ronnie Peterson    | Ronnie Peterson                | Jackie Stewart     | Tyrrell-Ford          | G      | Verslag |
| 11    | GP van Duitsland           | Jackie Stewart     | Carlos Pace                    | Jackie Stewart     | Tyrrell-Ford          | G      | Verslag |
| 12    | GP van Oostenrijk          | Emerson Fittipaldi | Carlos Pace                    | Ronnie Peterson    | Lotus-Ford            | G      | Verslag |
| 13    | GP van Italië              | Ronnie Peterson    | Jackie Stewart                 | Ronnie Peterson    | Lotus-Ford            | G      | Verslag |
| 14    | GP van Canada              | Ronnie Peterson    | Emerson Fittipaldi             | Peter Revson       | McLaren-Ford          | G      | Verslag |
| 15    | GP van de Verenigde Staten | Ronnie Peterson    | James Hunt                     | Ronnie Peterson    | Lotus-Ford            | G      | Verslag |

### Puntentelling
Punten worden toegekend aan de top zes geklasseerde coureurs. 
| Positie | 01e0 | 02e0 | 03e0 | 04e0 | 05e0 | 06e0 |
| Punten  | 9    | 6    | 4    | 3    | 2    | 1    |

### Klassement bij de coureurs
De zeven beste resultaten van de eerste acht wedstrijden en de zes beste resultaten van de laatste zeven wedstrijden tellen mee voor de eindstand.
| Pos. | Coureur               | ARG | BRA  | ZAF | SPA    | BEL  | MON | ZWE | FRA | GBR | NED   | DUI | OOS  | ITA | CAN  | VST | Punten |
| ---- | --------------------- | --- | ---- | --- | ------ | ---- | --- | --- | --- | --- | ----- | --- | ---- | --- | ---- | --- | ------ |
| 1    | Jackie Stewart        | 3   | 2    | 1   | DNF    | 1    | 1P  | 5   | 4P  | 10  | 1     | 1P  | 2    | 4S  | 5    | WD  | 71     |
| 2    | Emerson Fittipaldi    | 1S  | 1S   | 3S  | 1      | 3    | 2S  | 13  | DNF | DNF | DNF   | 6   | DNFP | 2   | 2S   | 6   | 55     |
| 3    | Ronnie Peterson       | DNF | DNFP | 11  | DNFPS0 | DNFP | 3   | 2P  | 1   | 2P  | 11PS0 | DNF | 1    | 1P  | DNFP | 1P  | 52     |
| 4    | François Cevert       | 2   | 10   | NC  | 2      | 2S   | 4   | 3   | 2   | 5   | 2     | 2   | DNF  | 5   | DNF  | DNS | 47     |
| 5    | Peter Revson          | 8   | DNF  | 2   | 4      | DNF  | 5   | 7   |     | 1   | 4     | 9   | DNF  | 3   | 1    | 5   | 38     |
| 6    | Denny Hulme           | 5   | 3S   | 5P  | 6      | 7    | 6   | 1S  | 8S  | 3   | DNF   | 12  | 8    | 15  | 13   | 4   | 26     |
| 7    | Carlos Reutemann      | DNF | 11   | 7   | DNF    | DNF  | DNF | 4   | 3   | 6   | DNF   | DNF | 4    | 6   | 8    | 3   | 16     |
| 8    | James Hunt            |     |      |     |        |      |     |     | 6   | 4S  | 3     |     | DNF  | DNF | 7    | 2S  | 14     |
| 9    | Jacky Ickx            | 4   | 5    | DNF | 12     | DNF  | DNF | 6   | 5   | 8   |       | 3   |      | 8   |      | 7   | 12     |
| 10   | Jean-Pierre Beltoise  | DNF | DNF  | DNF | 5      | DNF  | DNF | DNF | 11  | DNF | 5     | DNF | 5    | 13  | 4    | 9   | 9      |
| 11   | Carlos Pace           | DNF | DNF  | DNF | DNF    | 8    | DNF | 10  | 13  | DNF | 7     | 4S  | 3S   | DNF | 18   | DNF | 7      |
| 12   | Arturo Merzario       | 9   | 4    | 4   |        |      | DNF |     | 7   |     |       |     | 7    | DNF | 15   | 16  | 6      |
| 13   | George Follmer        |     |      | 6   | 3      | DNF  |     | 14  | DNF | DNF | 10    | DNF | DNF  | 10  | 17   | 14  | 5      |
| 14   | Jackie Oliver         |     |      | DNF | DNF    | DNF  | 10  | DNF | DNF | DNF | DNF   | 8   | DNF  | 11  | 3    | 15  | 4      |
| 15   | Andrea de Adamich     |     |      | 8   | DNF    | 4    | 7   |     | DNF | DNF |       |     |      |     |      |     | 3      |
| 16   | Wilson Fittipaldi Jr. | 6   | DNF  | DNF | 10     | DNF  | 11  | DNF | 16  | DNF | DNF   | 5   | DNF  | DNF | 11   | NC  | 3      |
| 17   | Niki Lauda            | DNF | 8    | DNF | DNF    | 5    | DNF | 13  | 9   | 12  | DNF   | DNF |      | DNF | DNF  | DNF | 2      |
| 18   | Clay Regazzoni        | 7P  | 6    | DNF | 9      | 10   | DNF | 9   | 12  | 7   | 8     | DNF | 6    | DNF |      | 8   | 2      |
| 19   | Howden Ganley         | NC  | 7    | 10  | DNF    | DNF  | DNF | DNF | 14  | 9   | 9     |     | NC   | NC  | 6    | 12  | 1      |
| 20   | Gijs van Lennep       |     |      |     |        |      |     |     |     |     | 6     |     | 9    | DNF |      |     | 1      |
| 21   | Chris Amon            |     |      |     |        | 6    | DNF |     |     | DNF | DNF   |     |      |     | 10   | WD  | 1      |
| 22   | Mike Hailwood         | DNF | DNF  | DNF | DNF    | DNF  | 8   | DNF | DNF | DNF | DNF   | 14  | 10   | 7   | 9    | DNF | 0      |
| 23   | Mike Beuttler         | 10  | DNF  | DNF | NC     | 7    | 11  | DNF | 8   |     | 11    | DNF | 16   | DNF | DNF  | DNF | 0      |
| 24   | Jochen Mass           |     |      |     |        |      |     |     |     | DNF |       | 7   |      |     |      | DNF | 0      |
| 25   | Henri Pescarolo       |     |      |     | 8      |      |     |     | DNF |     |       | 10  |      |     |      |     | 0      |
| 26   | Graham Hill           |     |      |     | DNF    | 9    | DNF | DNF | 10  | DNF | NC    | 13  | DNF  | 14  | 16   | 13  | 0      |
| 27   | Nanni Galli           | DNF | 9    |     | 11     | DNF  | DNF |     |     |     |       |     |      |     |      |     | 0      |
| 28   | Jody Scheckter        |     |      | 9   |        |      |     |     | DNF | DNF |       |     |      |     | DNF  | DNF | 0      |
| 29   | Rolf Stommelen        |     |      |     |        |      |     |     |     |     |       | 11  | DNF  | 12  | 12   |     | 0      |
| 30   | Jean-Pierre Jarier    | DNF | DNF  | NC  |        | DNF  | DNF | DNF | DNF |     |       |     | DNF  |     | NC   | 11  | 0      |
| 31   | Luiz Bueno            |     | 12   |     |        |      |     |     |     |     |       |     |      |     |      |     | 0      |
| 32   | Rikky von Opel        |     |      |     |        |      |     |     | 15  | 13  | DNS   |     | DNF  | DNF | DNS  | DNF | 0      |
| 33   | Tim Schenken          |     |      |     |        |      |     |     |     |     |       |     |      |     |      | 14  | 0      |
| 34   | David Purley          |     |      |     |        |      | DNF |     |     | DNF | WD    | 16  |      | DNF |      |     | 0      |
| —    | Jackie Pretorius      |     |      | DNF |        |      |     |     |     |     |       |     |      |     |      |     | 0      |
| —    | Reine Wisell          |     |      |     |        |      |     | DNF | DNF |     |       |     |      |     |      |     | 0      |
| —    | Roger Williamson      |     |      |     |        |      |     |     |     | DNF | DNF   |     |      |     |      |     | 0      |
| —    | John Watson           |     |      |     |        |      |     |     |     |     |       |     |      |     |      | DNF | 0      |
| —    | Eddie Keizan          |     |      | NC  |        |      |     |     |     |     |       |     |      |     |      |     | 0      |
| —    | Dave Charlton         |     |      | NC  |        |      |     |     |     |     |       |     |      |     |      |     | 0      |
| —    | Graham McRae          |     |      |     |        |      |     |     |     | DNF |       |     |      |     |      |     | 0      |
| —    | Peter Gethin          |     |      |     |        |      |     |     |     |     |       |     |      |     | DNF  |     | 0      |
| —    | Brian Redman          |     |      |     |        |      |     |     |     |     |       |     |      |     |      | DSQ | 0      |
| Pos. | Coureur               | ARG | BRA  | ZAF | SPA    | BEL  | MON | ZWE | FRA | GBR | NED   | DUI | OOS  | ITA | CAN  | VST | Punten |

| Resultaat                       |
| ------------------------------- |
| Winnaar                         |
| Tweede plaats                   |
| Derde plaats                    |
| Gefinisht (punten behaald)      |
| Gefinisht (geen punten behaald) |
| Niet geklasseerd (NC)           |
| Uitgevallen (DNF)               |
| Niet gekwalificeerd (DNQ)       |
| Gediskwalificeerd (DSQ)         |
| Niet gestart (DNS)              |
| Gewond (INJ)                    |
| Uitgesloten (EX)                |
| Teruggetrokken (WD)             |
| Niet deelgenomen (blanco cel)   |
| P Pole position                 |
| S Snelste ronde                 |

### Klassement bij de constructeurs
Alleen het beste resultaat per race telt mee voor het kampioenschap.

De zeven beste resultaten van de eerste acht wedstrijden en de zes beste resultaten van de laatste zeven wedstrijden tellen mee voor de eindstand. Bij "Punten" staan getelde kampioenschapspunten gevolgd door de totaal behaalde punten tussen haakjes.
| Pos. | Constructeur      | ARG | BRA  | ZAF | SPA  | BEL  | MON | ZWE | FRA | GBR | NED   | DUI | OOS | ITA | CAN  | VST | Punten  |
| ---- | ----------------- | --- | ---- | --- | ---- | ---- | --- | --- | --- | --- | ----- | --- | --- | --- | ---- | --- | ------- |
| 1    | Lotus-Ford        | 1S  | 1PS0 | 3S  | 1PS0 | (3)P | 2S  | 2P  | 1   | 2P  | 11PS0 | 6   | 1P  | 1P  | 2PS0 | 1P  | 92 (96) |
| 2    | Tyrrell-Ford      | 2   | 2    | 1   | 2    | 1S   | 1P  | (3) | 2P  | 5   | 1     | 1P  | 2   | 4S  | 5    | WD  | 82 (86) |
| 3    | McLaren-Ford      | 5   | 3S   | 2P  | 4    | 7    | 5   | 1S  | 8S  | 1   | 4     | 3   | 8   | 3   | 1    | 4   | 58      |
| 4    | Brabham-Ford      | 6   | 11   | 7   | 10   | 4    | 7   | 4   | 3   | 6   | DNF   | 5   | 4   | 6   | 8    | 3   | 22      |
| 5    | March-Ford        | 10  | DNF  | NC  | 7    | 11   | 9   | 8   | 6   | 4S  | 3     | 15  | DNF | 9   | 7    | 2S  | 14      |
| 6    | Ferrari           | 4   | 4    | 4   | 12   | DNF  | DNF | 6   | 5   | 8   |       |     | 7   | 8   | 15   | 16  | 12      |
| 7    | BRM               | 7P  | 6    | DNF | 5    | 5    | DNF | 9   | 9   | 7   | 5     | DNF | 5   | 13  | 4    | 8   | 12      |
| 8    | Shadow-Ford       |     |      | 6   | 3    | 9    | 10  | 14  | 10  | DNF | 10    | 8   | DNF | 10  | 3    | 13  | 9       |
| 9    | Surtees-Ford      | DNF | 12   | 8   | DNF  | 8    | 8   | 10  | 13  | DNF | 7     | 4S  | 3S  | 7   | 9    | DNF | 7       |
| 10   | Iso Marlboro-Ford | NC  | 7    | 10  | 11   | DNF  | DNF | 11  | 14  | 9   | 6     | 10  | 9   | NC  | 6    | 7   | 2       |
| 11   | Tecno             |     |      |     |      | 6    | DNF |     |     | DNF | DNF   |     |     |     |      |     | 1       |
| 12   | Esign             |     |      |     |      |      |     |     | 15  | 13  | DNS   |     | DNF | DNF | NC   | DNF | 0       |
| Pos. | Constructeur      | ARG | BRA  | ZAF | SPA  | BEL  | MON | ZWE | FRA | GBR | NED   | DUI | OOS | ITA | CAN  | VST | Punten  |

| Resultaat                       |
| ------------------------------- |
| Winnaar                         |
| Tweede plaats                   |
| Derde plaats                    |
| Gefinisht (punten behaald)      |
| Gefinisht (geen punten behaald) |
| Niet geklasseerd (NC)           |
| Uitgevallen (DNF)               |
| Niet gekwalificeerd (DNQ)       |
| Gediskwalificeerd (DSQ)         |
| Niet gestart (DNS)              |
| Gewond (INJ)                    |
| Uitgesloten (EX)                |
| Teruggetrokken (WD)             |
| Niet deelgenomen (blanco cel)   |
| P Pole position                 |
| S Snelste ronde                 |

1950 · 1951 · 1952 · 1953 · 1954 · 1955 · 1956 · 1957 · 1958 · 1959 · 1960 · 1961 · 1962 · 1963 · 1964 · 1965 · 1966 · 1967 · 1968 · 1969 · 1970 · 1971 · 1972 · 1973 · 1974 · 1975 · 1976 · 1977 · 1978 · 1979 · 1980 · 1981 · 1982 · 1983 · 1984 · 1985 · 1986 · 1987 · 1988 · 1989 · 1990 · 1991 · 1992 · 1993 · 1994 · 1995 · 1996 · 1997 · 1998 · 1999 · 2000 · 2001 · 2002 · 2003 · 2004 · 2005 · 2006 · 2007 · 2008 · 2009 · 2010 · 2011 · 2012 · 2013 · 2014 · 2015 · 2016 · 2017 · 2018 · 2019 · 2020 · 2021 · 2022 · 2023 · 2024 · 2025 · 2026 
 Lijst van Formule 1 Grand Prix-wedstrijden